# Xinzhou (Wuhan)
Der Stadtbezirk Xinzhou (chinesisch 新洲區 / 新洲区, Pinyin Xīnzhōu Qū)  ist ein Stadtbezirk der Unterprovinzstadt Wuhan, der Hauptstadt der Provinz Hubei in der Volksrepublik China. Er hat eine Fläche von 1.500 km² und zählt 916.000 Einwohner (Stand: Ende 2019). Er liegt am nördlichen Ufer des mittleren Jangtse.

## Administrative Gliederung
Auf Gemeindeebene setzt sich der Stadtbezirk aus zehn Straßenvierteln und drei Großgemeinden zusammen. 